# Belorobi netopir
Belorobi netopir (znanstveno ime Pipistrellus kuhlii) je srednje velika vrsta netopirjev, ki je razširjena po Evraziji in delih Severne Afrike. Znanstveno ime je dobil po nemškem naravoslovcu Heinrichu Kuhlu (1797–1821).

## Opis
Odrasel belorobi netopir meri v dolžino okoli 47 mm, premer prhuti ima okoli 22 cm, tehta pa med 5 in 10 grami. Svoj plen, leteče nočne žuželke, lovi s pomočjo eholokacije s frekvencami med 36 in 40 kHz.
Slovensko ime je dobil po 1–2 mm širokem belem pasu, ki poteka po zunanjem robu opne prhuti med zadnjim prstom prednje noge in zadnjo nogo.